# Замок Барберстоун
Замок Барберстоун (англ. Barberstown Castle) — один из замков Ирландии, расположенный в графстве Килдэр, возле деревни Страффан. Замок стоит в 15 милях к западу от Дублина. С 1971 года замок функционирует как отель. Вокруг замка есть сады площадью 20 акров. Исследование в 1996 году обнаружили возле замка неизвестный ранее подземный тоннель, соединяющий замок с церковью Страффан.

## История
Замок Барберстоун был построен Николасом Барби в 1288 году. Замком некоторое время владели феодалы Фитцджеральда. В 1630 году обладателем замка Барберстоун стал Уильям Саттон — представитель одной из самых могущественных аристократических семей на землях Килдэр. В 1689 году в Ирландии была война двух королей. Замок Барберстоун в то время принадлежал лорду Кингстон. Замок был конфискован у него графом Тирконнелл под предлогом того, что лорд Кингстон поддержал короля Англии Якова II, который в то время был свергнут с престола и вел войну на территории Ирландии. Замок получила во владение корона - замком управляли королевские комиссары по доходам. В конце XVII века замком владел Роджер Келли. Затем замок много раз переходил из рук в руки. Среди владельцев в то время был Бартоломей Вангомрай, купивший замок за 1033 фунтов в 1703 году вместе с 335 акрами земли вокруг него. Он был лорд-мэром Дублина в 1697 году и был отцом Васенессы — любовницы Джонатана Свифта. Бартоломей Вангомрай продал замок семье Генри. Эта семья имела потом финансовые проблемы и продала замок Хью Бартону — виноделу из семей Бартон и Гвестир. От пристроил к замку новое крыло в 1830 году. Кроме достройки замка он также построил Страффан-Хаус, где есть известный клуб.
В XX веке замком владела семья Гаддлестон. Они продали замок миссис Норе Девлин, превратившая его в отель в 1971 году. В 1979 году замок приобрел Эрик Клэптон. В 1987 году он продал его владельцу — Кену Гилли, который и сейчас живет в замке. Кен Гилли отремонтировал замок, достроил в замке 10 спален, 3 ванные комнаты и до 59 спальных комнат, которые уже были. Замок стал 4-звездочным отелем.